# Делакеу (Аненій-Нойський район)
Делакеу (рум. Delacău) — село в Аненій-Нойському районі Молдови. Утворює окрему комуну.

## Населення
За даними перепису населення 2004 року у селі проживали 2240 осіб.
Національний склад населення села:
| Національність       | Кількість осіб | Відсоток   |
| -------------------- | -------------- | ---------- |
| молдавани румуни     | 2161 46        | 96,5% 2,1% |
| росіяни              | 18             | 0,8%       |
| українці             | 6              | 0,3%       |
| болгари              | 2              | 0,1%       |
| гагаузи              | 1              | < 0,1%     |
| інша / без відповіді | 6              | 0,3%       |
| Всього               | 2240           | 100%       |